# Vitali Petrov
Vitaly Aleksándrovich Petrov (en ruso Виталий Александрович Петров; Víborg, Unión Soviética; 8 de septiembre de 1984) es un piloto ruso de automovilismo. Entre 2010 y 2012 compitió en Fórmula 1 con Lotus Renault GP y con Caterham F1 Team, obteniendo un podio y un décimo puesto de campeonato. En 2014 corrió en el Deutsche Tourenwagen Masters con la marca Mercedes-Benz.

## Carrera

### Inicios
En 2001 compite en la Copa Lada rusa titulándose campeón la temporada siguiente. Para 2003 participa en la Fórmula Renault británica de invierno para el equipo Eurotek terminando en el cuarto puesto del campeonato, ese mismo año corre en Fórmula Renault italiana para el equipo Euronova Junior Team quedando en el 19.º lugar. En 2003 también participa en la Fórmula Renault 2.0 europea y Fórmula Renault británica para el equipo Euronova.
En 2004 repite en la Fórmula Renault italiana nuevamente con el equipo Euronova y participa en algunas etapas de la Fórmula Renault 2.0 europea. En 2005 se consagra campeón de la Fórmula 1600 rusa. Para 2006 corre en la Euroseries 3000 conquistando 2 victorias para el equipo Euronova.

### GP2 Series
Debuta en la GP2 Series para las últimas 4 etapas de la temporada 2006 con la escudería David Price Racing quedando en el puesto 29 al final del campeonato, su mejor posición fue el puesto 10 en Hungría.
Para la temporada 2007 se trasladó a Campos Grand Prix, donde tuvo de compañero a Giorgio Pantano. Consiguió su primera victoria en Valencia y terminó 13.º en la clasificación.
Petrov terminó en tercera posición con una victoria en el Circuito Internacional de Sepang en la temporada 2008 de GP2 Asia Series para Campos, detrás del campeón Romain Grosjean y Sébastien Buemi.
En la serie principal, Petrov se quedó con el equipo de Campos. Terminó séptimo en la clasificación final, teniendo la victoria en el Circuito urbano de Valencia.
Terminó quinto, con una victoria en la carrera al sprint de Sepang, en la temporada 2008-09 de GP2 Asia Series para Campos.
Se quedó con el equipo para el 2009, ahora rebautizado como Barwa Addax, y terminó como subcampeón por detrás de Nico Hülkenberg, dominante en el campeonato, ganando dos veces en Circuito de Estambul y en Valencia.

### Fórmula 1

#### Renault (2010-2011)

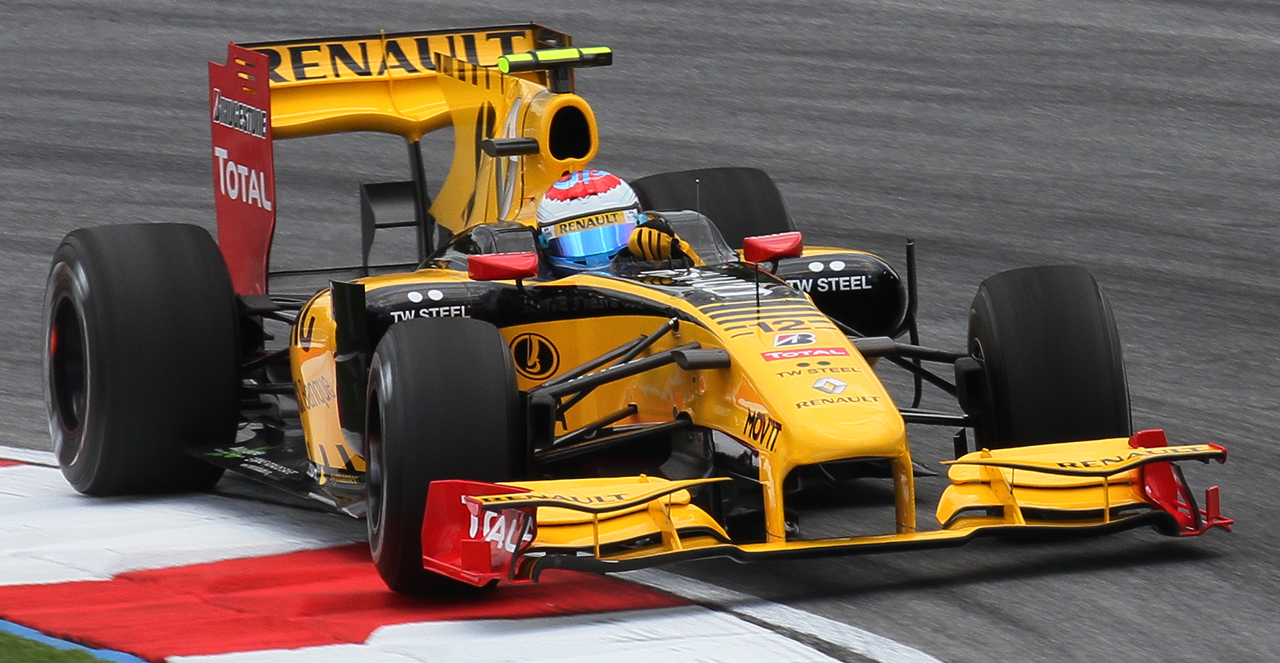
Vitali con el Renault R30 en el Gran Premio de Malasia de 2010.

Petrov fue confirmado como piloto de Renault F1 en la temporada 2010 el 31 de enero de 2010, en la presentación del monoplaza R30 en el Circuito de Cheste. Después de no acabar en las tres primeras pruebas, en su cuarta carrera adelantó a Felipe Massa, al heptacampeón Michael Schumacher e incluso al Red Bull de Mark Webber, acabando 7.º con 6 puntos. 

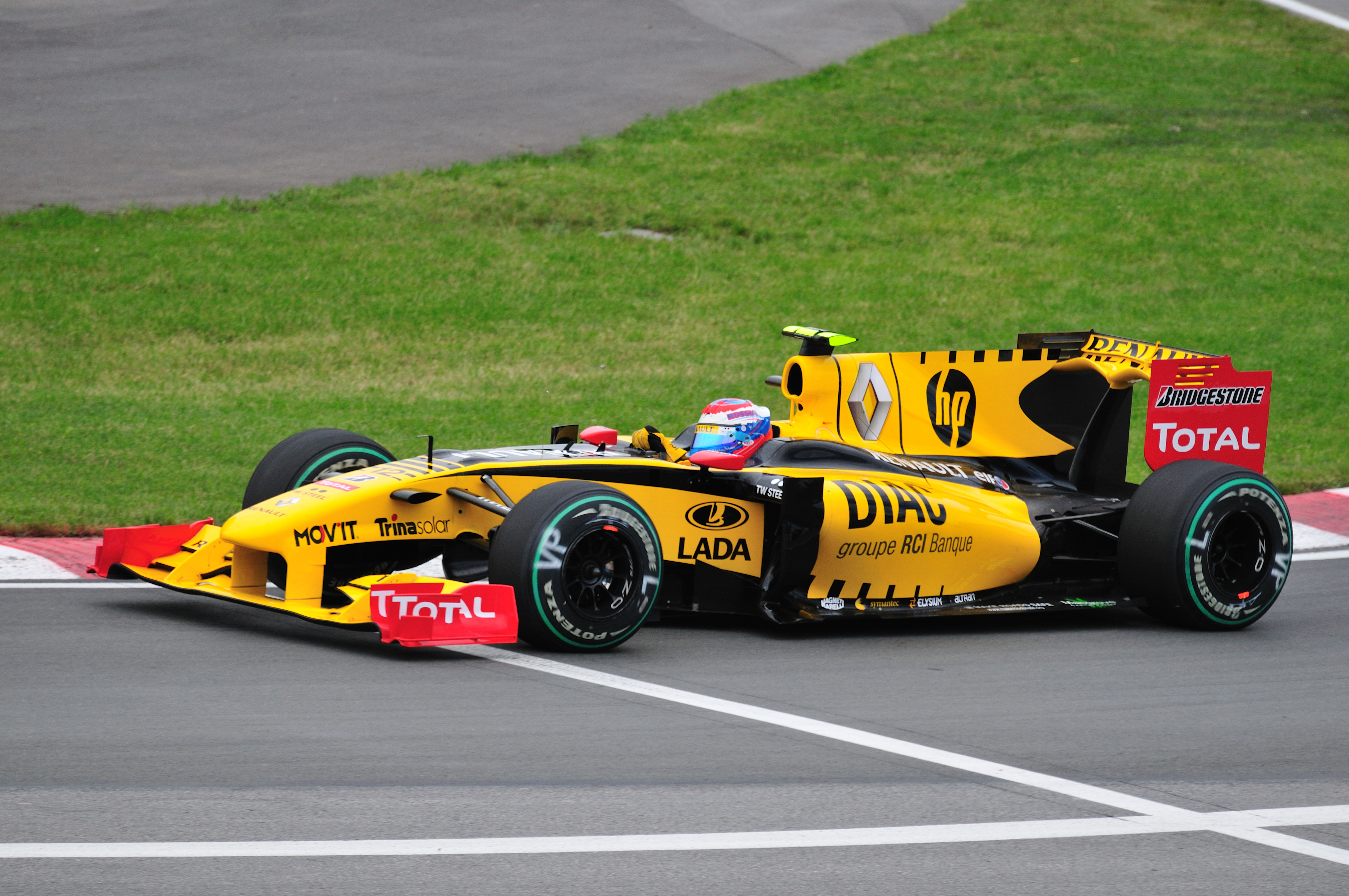
Petrov durante el GP de Canadá.

En el GP de Alemania, luego de 6 carreras sin puntos, Vitali vuelve a sumar al acabar 10.º. En el GP de Hungría, el ruso supera por primera vez a su compañero, tanto en clasificación como en carrera, finalizando en una brillante quinta posición. Tras la carrera el jefe de equipo de Renault, Éric Boullier, afirmó que si Petrov continuaba cosechando resultados positivos, sería renovado para el año 2011. En el Gran Premio de Bélgica de 2010 sufre un accidente en la primera vuelta de clasificación, por lo que se ve obligado a partir desde la última posición en parrilla. Sin embargo, realiza una carrera sólida y logra llegar en 9.ª posición, siendo la tercera prueba en la que logra puntuar de forma consecutiva. 
En el Gran Premio de Italia de 2010, sale 20° por una penalización, pero en carrera no puede repetir la remontada de Spa y acaba 13.º. En Singapur, el ruso acaba 11.º. En Suzuka, su carrera duró unos pocos metros, ya que en la salida, al tratar de pasar a Hulkenberg, Petrov choca con él y se estrelló contra las protecciones, provocando su quinto abandono y terminando con la carrera del alemán. Por este motivo, el ruso sería sancionado 5 puestos para el GP de Corea. 

En Corea, Petrov clasifica 15°, pero la sanción le hace bajar al 20° puesto. En carrera, en la  vuelta 39, rodando 7°, Petrov pierde el control del coche y tiene que abandonar, sumando su sexto abandono y perdiendo sus opciones de volver a puntuar. En Brasil, clasifica 10.º pero un mal comienzo le hace acabar 16.º. Con estas 5 carreras consecutivas sin puntuar, se volvía a poner en duda su continuidad en la escudería francesa. Petrov acabaría el año con una gran actuación en Abu Dhabi al acabar 6°, siendo uno de los protagonistas en la lucha por el campeonato y sobre todo al haberle impedido el paso a Fernando Alonso para que se hubiese coronado tricampeón.

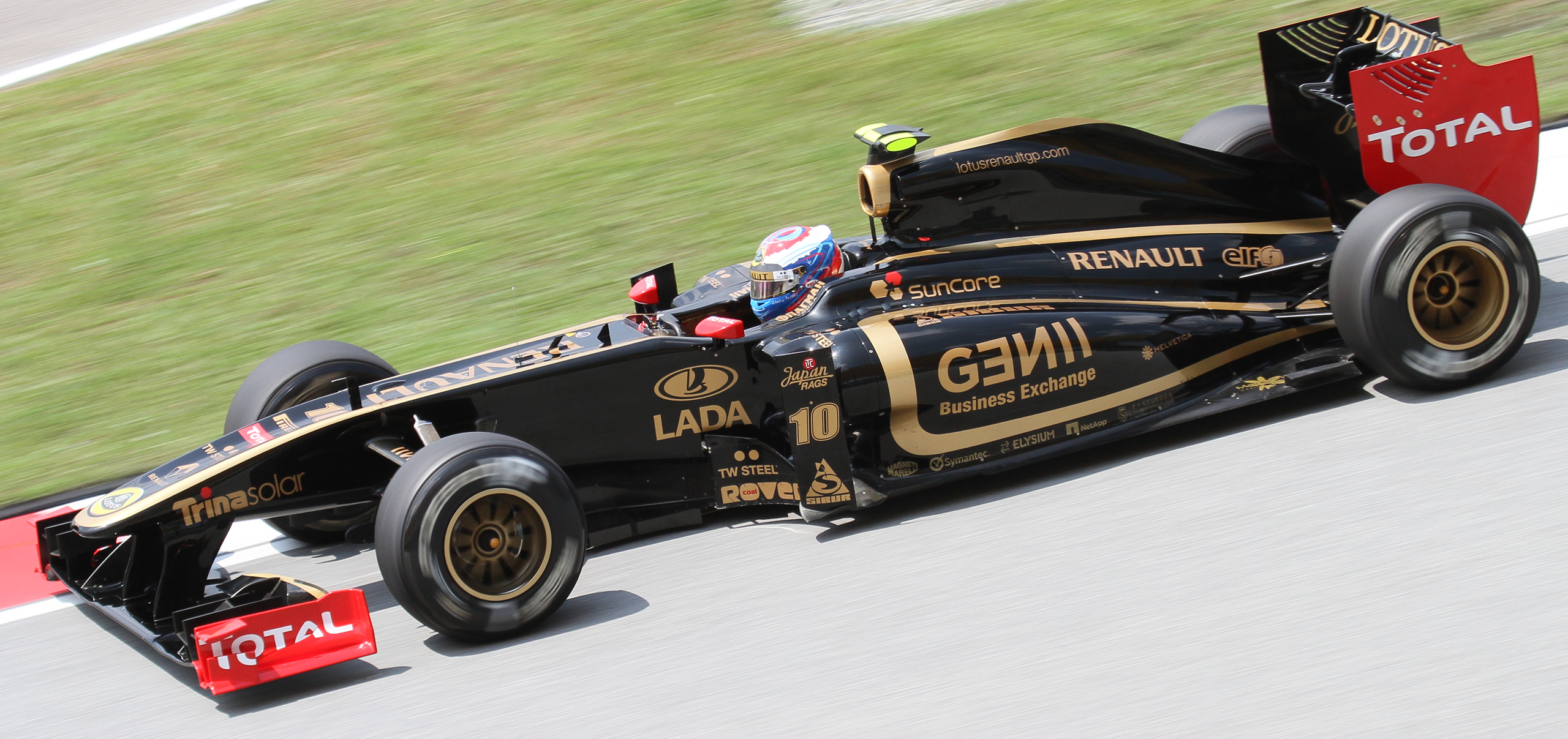
Petrov al volante del Renault R31.

En diciembre de ese año renovó por dos años más en la escudería, ahora denominada en Lotus Renault GP. Vitali declaró que, tras su experiencia en su primera temporada, ahora estaba preparado para dar lo mejor de sí. Su compañero volvería a ser Robert Kubica, pero su fuerte accidente durante la disputa de un rally propició la llegada de Nick Heidfeld.
En el Gran Premio de Australia de 2011 logró el mejor resultado de su carrera en F1 finalizando tercero, siendo el primer ruso en subir al podio. En las siguientes carreras no logró puntuar con regularidad debido al bajón del coche, destacando su 5.ª posición en el caótico GP de Canadá, pero en contraste se muestra más cercano a las prestaciones de su compañero Nick Heidfeld, quien acaba siendo reemplazado por Bruno Senna. La recta final de la temporada fue para olvidar debido al pobre rendimiento de su monoplaza, aunque sumó algunos puntos.
A finales de 2011, Kimi Räikkönen y Romain Grosjean ficharon por Lotus-Renault para 2012, dejando sin volante a Petrov.

#### Caterham (2012)
Finalmente, el piloto ruso consigue seguir en la máxima categoría al unirse al equipo Caterham F1 Team para 2012. A diferencia de Jarno Trulli, generalmente Vitali no desentonaba en la comparación con su compañero Heikki Kovalainen. Petrov tuvo un papel destacado en la última carrera del año, al terminar en un 11.º puesto que daba al equipo la 10.ª posición en el mundial. No obstante, la escudería optó por no renovarle y Petrov se quedó fuera de la máxima categoría.

### DTM
Tras pasar el 2013 sin competir, Petrov llegó a un acuerdo con Mercedes-Benz para correr en el DTM 2014 con Mücke Motorsport. Fue el único piloto que no puntuó en ninguna carrera y quedó último en el campeonato.

### Resistencia

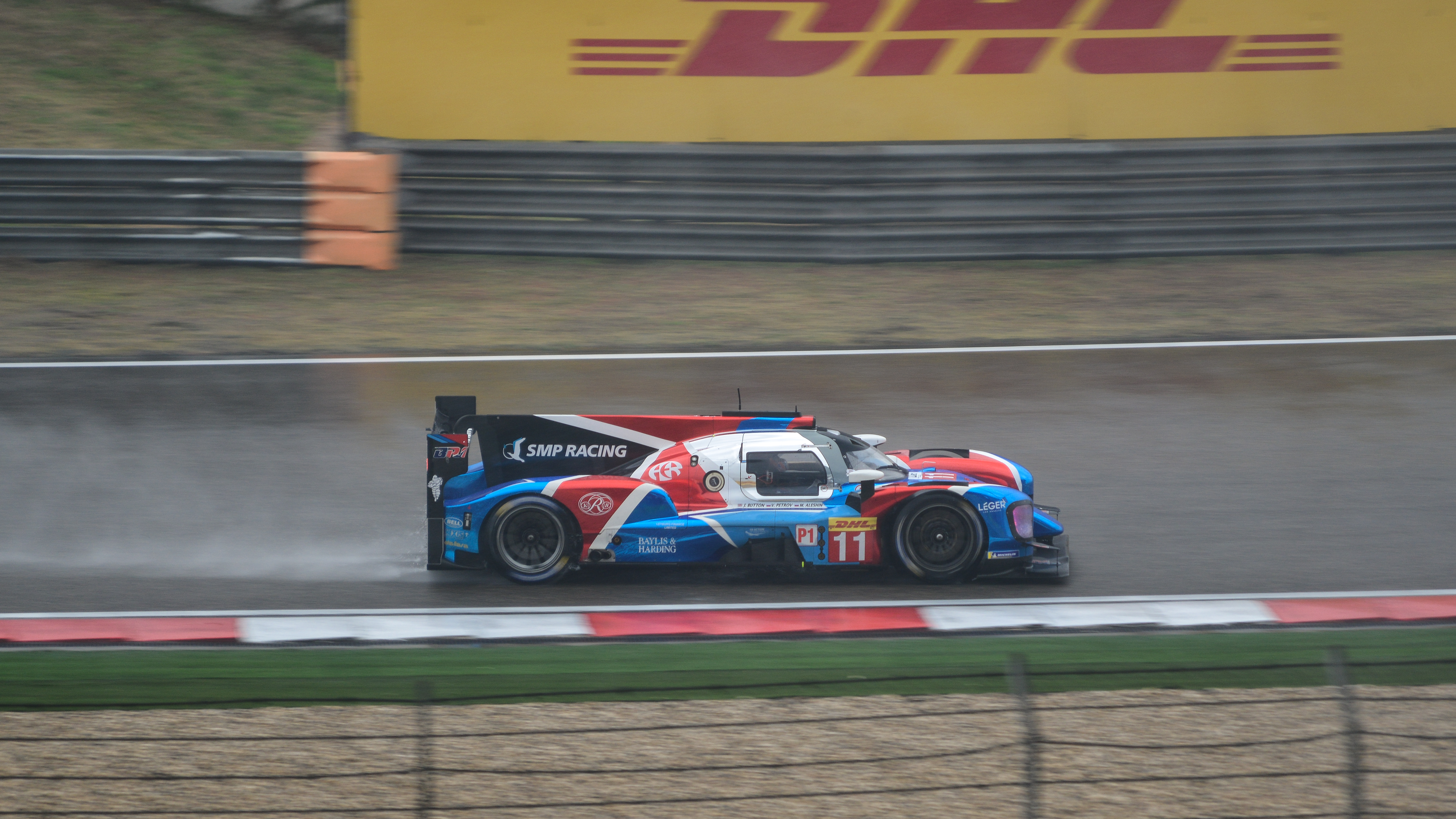
Automóvil N. 11 de SMP en las 6 Horas de Shanghái 2018.

Luego de otro año inactivo, fue contratado por el equipo ruso SMP Racing para el Campeonato Mundial de Resistencia LMP2. Junto a sus compatriotas Kirill Ladygin y Viktor Shaytar, fue tercero en su clase en las 24 Horas de Le Mans 2016. Para la temporada siguiente, pasó a Manor, sin subir a un podio en toda la temporada.
Volvió a SMP para 2018-19, pero esta vez en la categoría LMP1. Con cuatro terceros lugares en la última parte del año, él y Mikhail Aleshin finalizaron cuartos en el campeonato, detrás de los Toyota y un Rebellion.

## Resultados

### GP2 Series
(Clave) (negrita indica pole position) (cursiva indica vuelta rápida puntuable)

| Año  | Escudería              | 1   | 1   | 2   | 2   | 3   | 3   | 4   | 4   | 5   | 5   | 6   | 6   | 7   | 7   | 8   | 8   | 9   | 9   | 10  | 10  | 11  | 11  | Pos. | Puntos | Ref.   |
| ---- | ---------------------- | --- | --- | --- | --- | --- | --- | --- | --- | --- | --- | --- | --- | --- | --- | --- | --- | --- | --- | --- | --- | --- | --- | ---- | ------ | ------ |
| 2006 | DPR Direxiv            | VAL | VAL | IMO | IMO | NÜR | NÜR | BAR | BAR | MON | MON | SIL | SIL | MAG | MAG | HOC | HOC | BUD | BUD | EST | EST | MNZ | MNZ | 28.º | 0      | [ 10 ] |
| 2006 | DPR Direxiv            |     |     |     |     |     |     |     |     |     |     |     |     |     |     | 15  | 15  | 15  | 10  | 16  | 18  | Ret | 12  | 28.º | 0      | [ 10 ] |
| 2007 | Campos Grand Prix      | SAK | SAK | BAR | BAR | MON | MON | MAG | MAG | SIL | SIL | NÜR | NÜR | BUD | BUD | EST | EST | MNZ | MNZ | SPA | SPA | VAL | VAL | 13.º | 21     | [ 11 ] |
| 2007 | Campos Grand Prix      | 14  | 11  | 10  | 16† | 6   | 6   | 5   | 5   | 9   | 9   | 11  | 17  | Ret | 9   | 17  | 5   | 12  | 12  | 9   | 11  | 1   | 8   | 13.º | 21     | [ 11 ] |
| 2008 | Barwa Int. Campos Team | BAR | BAR | EST | EST | MON | MON | MAG | MAG | SIL | SIL | HOC | HOC | BUD | BUD | VAL | VAL | SPA | SPA | MNZ | MNZ |     |     | 7.º  | 39     | [ 12 ] |
| 2008 | Barwa Int. Campos Team | 6   | Ret | 5   | 2   | Ret | 15  | 4   | 18† | 10  | 5   | Ret | 11  | Ret | 9   | 1   | 15† | 4   | 3   | Ret | Ret |     |     | 7.º  | 39     | [ 12 ] |
| 2009 | Barwa Addax Team       | BAR | BAR | MON | MON | EST | EST | SIL | SIL | NÜR | NÜR | BUD | BUD | VAL | VAL | SPA | SPA | MNZ | MNZ | ALG | ALG |     |     | 2.º  | 75     | [ 13 ] |
| 2009 | Barwa Addax Team       | 2   | 9   | 2   | 6   | 1   | 3   | 15  | 10  | 4   | 4   | Ret | 12  | 1   | 3   | Ret | 6   | 2   | 5   | 4   | Ret |     |     | 2.º  | 75     | [ 13 ] |

### GP2 Asia Series
(Clave) (negrita indica pole position) (cursiva indica vuelta rápida puntuable)

| Año     | Escudería                  | 1    | 1    | 2   | 2   | 3    | 3    | 4   | 4   | 5    | 5    | 6    | 6    | Pos. | Puntos | Ref.   |
| ------- | -------------------------- | ---- | ---- | --- | --- | ---- | ---- | --- | --- | ---- | ---- | ---- | ---- | ---- | ------ | ------ |
| 2008    | Campos Grand Prix          | YMC1 | YMC1 | SEN | SEN | KUA  | KUA  | SAK | SAK | YMC2 | YMC2 |      |      | 3.º  | 33     | [ 14 ] |
| 2008    | Campos Grand Prix          | Ret  | 9    | 5   | 3   | 1    | 3    | 10  | 3   | 4    | Ret  |      |      | 3.º  | 33     | [ 14 ] |
| 2008-09 | Barwa International Campos | SHA  | SHA  | DUB | DUB | SAK1 | SAK1 | LOS | LOS | KUA  | KUA  | SAK2 | SAK2 | 5.º  | 28     | [ 15 ] |
| 2008-09 | Barwa International Campos | 5    | Ret  | 5   | C   | 10   | 12   | 3   | 2   | 6    | 1    | 19   | 11   | 5.º  | 28     | [ 15 ] |

### Fórmula 1
(Clave) (negrita indica pole position) (cursiva indica vuelta rápida)

| Año     | Escudería        | 1       | 2       | 3       | 4      | 5      | 6       | 7      | 8      | 9       | 10     | 11     | 12     | 13      | 14     | 15     | 16      | 17      | 18     | 19     | 20     | Pos. | Puntos |
| ------- | ---------------- | ------- | ------- | ------- | ------ | ------ | ------- | ------ | ------ | ------- | ------ | ------ | ------ | ------- | ------ | ------ | ------- | ------- | ------ | ------ | ------ | ---- | ------ |
| 2010    | Renault F1 Team  | BHR Ret | AUS Ret | MYS Ret | CHN 7  | ESP 11 | MON 13† | TUR 15 | CAN 17 | EUR 14  | GBR 13 | GER 10 | HUN 5  | BEL 9   | ITA 13 | SIN 11 | JPN Ret | RCO Ret | BRA 16 | ABU 6  |        | 13.º | 27     |
| 2011    | Lotus Renault GP | AUS 3   | MYS 17† | CHN 9   | TUR 8  | ESP 11 | MON Ret | CAN 5  | EUR 15 | GBR 12  | GER 10 | HUN 12 | BEL 9  | ITA Ret | SIN 17 | JPN 9  | RCO Ret | IND 11  | ABU 13 | BRA 10 |        | 10.º | 37     |
| 2012    | Caterham F1 Team | AUS Ret | MYS 16  | CHN 18  | BHR 16 | ESP 17 | MON Ret | CAN 19 | EUR 13 | GBR DNS | GER 16 | HUN 19 | BEL 14 | ITA 15  | SIN 19 | JPN 17 | RCO 16  | IND 17  | ABU 16 | USA 17 | BRA 11 | 19.º | 0      |
| Fuente: |                  |         |         |         |        |        |         |        |        |         |        |        |        |         |        |        |         |         |        |        |        |      |        |

### Campeonato Mundial de Resistencia de la FIA
(Clave) (negrita indica pole position) (cursiva indica vuelta rápida)

| Año     | Escudería             | Clase | Automóvil                  | 1   | 2   | 3   | 4   | 5   | 6   | 7   | 8   | 9   | Pos. | Puntos | Ref.  |
| ------- | --------------------- | ----- | -------------------------- | --- | --- | --- | --- | --- | --- | --- | --- | --- | ---- | ------ | ----- |
| 2016    | SMP Racing            | LMP2  | BR Engineering BR01-Nissan | SIL | SPA | LMS | NÜR | MEX | COA | FUJ | SHA | BHR | 9.º  | 63     | [ 8 ] |
| 2016    | SMP Racing            | LMP2  | BR Engineering BR01-Nissan | 8   | 9   | 3   | 6   | Ret | 6   | 10  | 7   | 8   | 9.º  | 63     | [ 8 ] |
| 2017    | CEFC Manor TRS Racing | LMP2  | Oreca 07-Gibson            | SIL | SPA | LMS | NÜR | MEX | COA | FUJ | SHA | BHR | 18.º | 46     | [ 7 ] |
| 2017    | CEFC Manor TRS Racing | LMP2  | Oreca 07-Gibson            | 7   | 8   | Ret | 7   | 8   | Ret | 7   | 5   | 5   | 18.º | 46     | [ 7 ] |
| 2018-19 | SMP Racing            | LMP1  | BR Engineering BR1-AER     | SPA | LMS | SIL | FUJ | SHA | SEB | SPA | LMS |     | 4.º  | 94     | [ 9 ] |
| 2018-19 | SMP Racing            | LMP1  | BR Engineering BR1-AER     | 5   | Ret | Ret | 4   | 3   | 3   | 3   | 3   |     | 4.º  | 94     | [ 9 ] |